# Hane-Maki-Komi

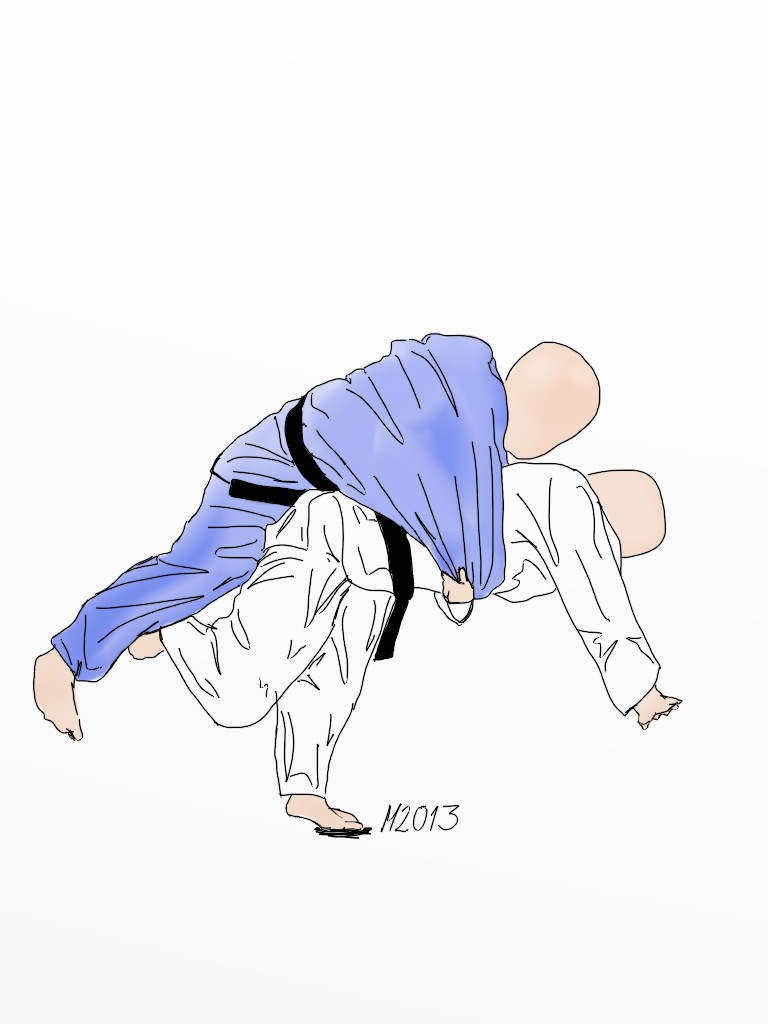
Hane-makikomi.

Hane-Maki-Komi (saut enroulé, en japonais : 跳巻込) est une technique de projection du judo. 
Hane-Maki-Komi est la 3e technique du 4e groupe du Gokyo.